# 龍運巴士E34B線

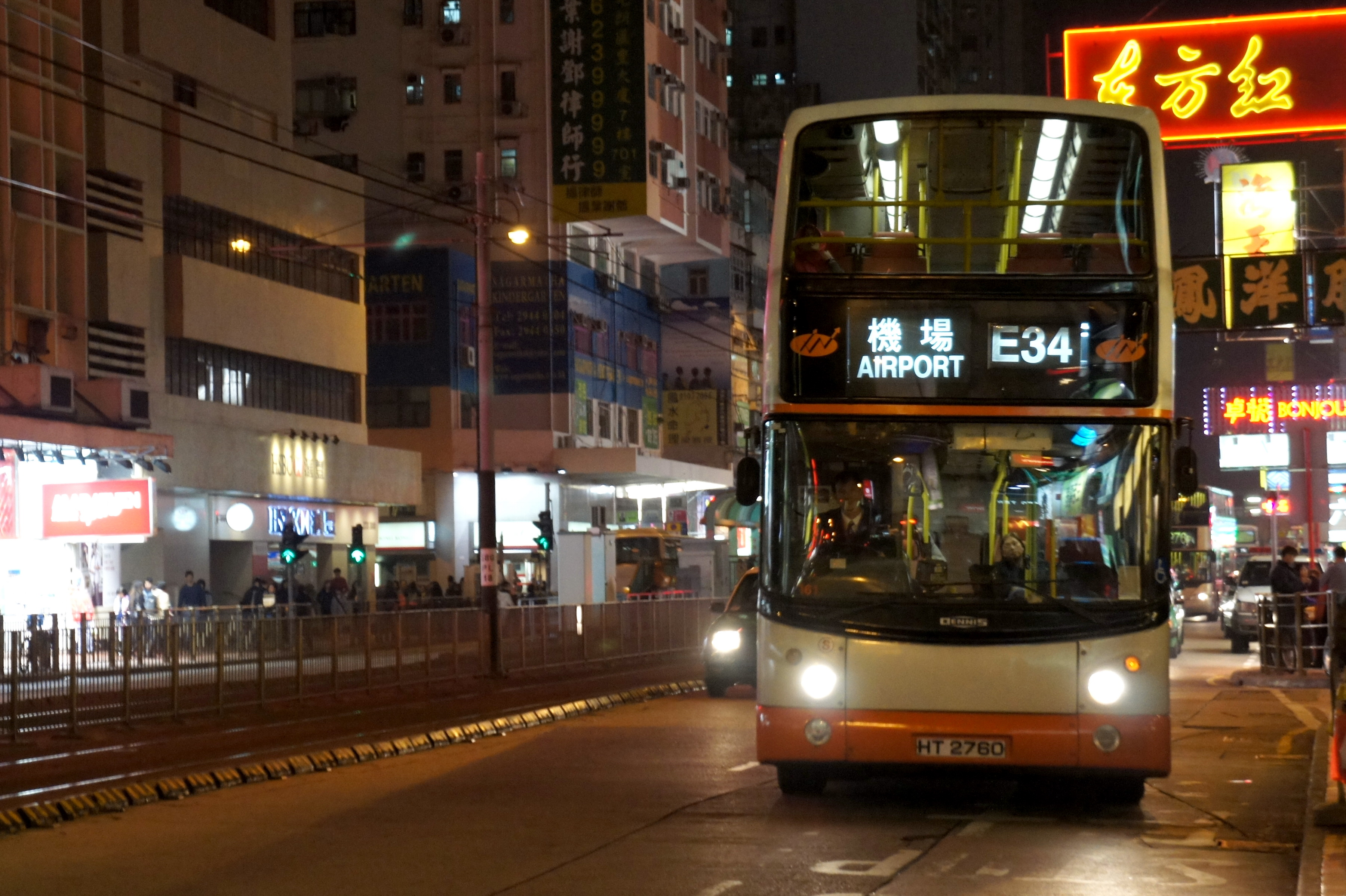
一輛龍運巴士E34線（本線前身）丹尼士三叉戟三型雙層巴士，駛近元朗廣場。

龍運巴士E34B線是香港一條已取消的巴士路線，來往元朗（媽橫路）及香港國際機場的巴士路線，途經元朗市、大欖隧道、青嶼幹線、東涌及赤鱲角，由E34線分拆而成。
與大部分E線不同，本線到達機場客運大樓時，會直上離境大堂落客，不會途經位於1號及4號停車場、客運大樓地面及富豪機場酒店巴士站。

## 歷史
有關此路線前身E34線的發展沿革，詳見條目龍運巴士E34線。
由於龍運巴士E34線走線過於迂迴，而且經常受元朗大馬路的交通擠塞影響導致脫班，再加上原E34線客源集中在元朗市中心一帶，為了善用資源，有見及此，運輸署於2013-2014年度巴士路線發展計劃中計劃開辦本線。
- 2014年4月3日，元朗區議會交通及運輸委員會通過龍運巴士E34線的重組建議，設立E34A和E34B線[3]。
- 2014年7月，運輸署公佈元朗區巴士重組的修訂方案，落實E34A和E34B的開通計劃[4]。
- 2014年12月6日：本線開辦，由E34線分拆出來（同日開辦的還有龍運巴士E34A線（天水圍市中心至機場，經天水圍北）[5]。龍運巴士E34P線（東涌(逸東邨)至天水圍市中心，經元朗市））
- 2015年3月21日：增設到站時間預報。[6]
- 2021年6月20日，改經屯門赤鱲角隧道，進行重組，並改稱E36：[7]
  - 元朗區起訖站遷至八鄉路，以原有走線相反方向經形點及元朗市；
  - 來回程於元朗公路與北大嶼山公路之間改經屯門公路、皇珠路、龍富路及屯門至赤鱲角連接路，不經大欖隧道、汀九橋及青嶼幹線；原有大欖隧道及青馬收費廣場分站將予以取消，並增設屯門赤鱲角隧道轉車站分站；
  - 往機場方向增設高埔村、下高埔村、凹頭、東成里、楊屋村、元朗警署、水邊村及元朗公園分站，原有介乎形點I至康樂路分站將會改為往機場方向分站；往元朗方向增設鳳池村、東成里、凹頭、下高埔村、及高埔村分站，原有介乎山水樓至形點I分站將會改為往元朗方向分站；
  - 往機場方向，在離開暢連路（二號閘）後，改為直接駛入機場（地面運輸中心）巴士總站，不再經一號客運大樓（機場離境大堂）一帶；
  - 新增來往形點I及機場特別班次，於05:15-08:15由形點I開出，及17:00-19:00由機場開出；
  - 新增E36P線，來往上村及機場博覽館，於05:10及06:10由上村開出，及17:40及18:10由機場博覽館開出。本線改稱E36S，並改為只在星期一至六繁忙時間服務。

## 服務時間及班次
| 元朗（媽橫路）開 | 元朗（媽橫路）開 | 元朗（媽橫路）開 | 機場（地面運輸中心）開 | 機場（地面運輸中心）開 | 機場（地面運輸中心）開 |
| 日期             | 服務時間         | 班次（分鐘）     | 日期                   | 服務時間               | 班次（分鐘）           |
| ---------------- | ---------------- | ---------------- | ---------------------- | ---------------------- | ---------------------- |
| 星期一至六       | 05:15-05:45      | 10               | 星期一至六             | 05:20-07:00            | 25                     |
| 星期一至六       | 05:45-07:18      | 7-9              | 星期一至六             | 07:00-10:00            | 20                     |
| 星期一至六       | 07:19-08:08      | 10               | 星期一至六             | 10:00-15:00            | 25                     |
| 星期一至六       | 08:20            | 08:20            | 星期一至六             | 15:00-17:00            | 12/15                  |
| 星期一至六       | 08:35-11:55      | 20               | 星期一至六             | 17:00-18:00            | 10                     |
| 星期一至六       | 11:55-13:00      | 13               | 星期一至六             | 18:12                  | 18:12                  |
| 星期一至六       | 13:00-14:00      | 20               | 星期一至六             | 18:25-19:55            | 15                     |
| 星期一至六       | 14:00-17:20      | 25               | 星期一至六             | 19:55-22:35            | 20                     |
| 星期一至六       | 17:20-22:20      | 20               | 星期一至六             | 22:50                  | 22:50                  |
| 星期一至六       | 22:20-00:00      | 25               | 星期一至六             | 23:05-00:00            | 11                     |
| 星期日及公眾假期 | 05:20-07:00      | 10/12            | 星期日及公眾假期       | 05:20-07:00            | 25                     |
| 星期日及公眾假期 | 07:00-09:15      | 15               | 星期日及公眾假期       | 07:00-10:00            | 20                     |
| 星期日及公眾假期 | 09:15-11:15      | 20               | 星期日及公眾假期       | 10:00-15:00            | 25                     |
| 星期日及公眾假期 | 11:15-12:00      | 15               | 星期日及公眾假期       | 15:00-16:00            | 15                     |
| 星期日及公眾假期 | 12:00-13:00      | 12               | 星期日及公眾假期       | 16:00-18:00            | 12                     |
| 星期日及公眾假期 | 13:00-22:20      | 20               | 星期日及公眾假期       | 18:00-20:15            | 15                     |
| 星期日及公眾假期 | 22:20-00:00      | 25               | 星期日及公眾假期       | 20:15-22:35            | 20                     |
|                  |                  |                  | 星期日及公眾假期       | 22:35-23:20            | 15                     |
| 23:20-00:00      | 13/14            |                  | 星期日及公眾假期       |                        |                        |

## 收費
全程：$13.9
- 青馬收費廣場往機場（地面運輸中心）：$10.8
- 過北大嶼山公路後往機場（地面運輸中心）：$4.3
- 大欖隧道轉車站往元朗（媽橫路）：$9.1
- 過博愛交匯處後往元朗（媽橫路）：$7.5

| - 本線設有12歲以下小童及65歲或以上長者半價優惠。 - 65歲或以上香港居民使用「樂悠咭」，以及12歲以下合資格殘疾兒童使用「殘疾人士身份」個人八達通繳付車資，均可享有每程$2.0或半價（以較低者為準）的票價優惠；12至64歲合資格殘疾人士使用「殘疾人士身份」個人八達通（包括「樂悠咭」），以及60至64歲香港居民使用「樂悠咭」繳付車資，均可享有每程$2.0或全費（以較低者為準）的票價優惠。 - 65歲或以上長者如使用長者或一般個人八達通繳付車資，則只可享有半價優惠；12至64歲合資格殘疾人士如不使用「殘疾人士身份」個人八達通，以及60至64歲人士如不使用「樂悠咭」繳付車資，必須繳付全費。 - 乘客可以現金或八達通於上車時付款，不設找續。 - 每位成人乘客可免費攜帶最多兩名4歲以下而不佔座位的兒童乘客乘車，超額之4歲以下小童必須繳付小童車費乘車。 - 持有「九巴月票」之乘客在車票有效期內，每日可享最多10程任何九龍巴士及龍運巴士路線（包括本路線，以及聯營路線的九龍巴士／龍運巴士提供的班次；惟乘搭機場「A」及「NA」線則可享原價二七折優惠（不會計算每天10次合資格車程））；而B1線則每日可享最多各2程（不會計算每天10次合資格車程）。 - 九龍巴士、城巴、龍運巴士及陽光巴士全職員工及家屬（不包括外判職員）可免費乘搭本路線，惟必須拍職員或職員家屬八達通。 - 乘客亦可透過多元化電子支付系統（e度嘟）繳付車資，包括使用非接觸式VISA卡、JCB卡、萬事達卡、銀聯卡、美國運通、大來國際、Discover Card、Apple Pay、Google Pay、Samsung Pay、AlipayHK「易乘碼」、支付寶、WeChatHK／微信支付「搭車碼」、銀聯雲閃付「乘車碼」及BOC Pay「乘車碼」。乘客使用此付款方式，使用此支付方式的乘客可享有中途下車之分段收費，以及與其他九巴／龍運獨營路線或聯營線九巴／龍運班次之轉乘優惠，惟不適用於與非九巴／龍運路線之轉乘優惠，亦不能享有「公共交通費用補貼計劃」及「長者及合資格殘疾人士公共交通票價優惠計劃」。 |

### 八達通轉乘優惠
乘客登上本線後指定時間內以同一張八達通卡轉乘以下路線，或從以下路線登車後指定時間內以同一張八達通卡轉乘本線，次程可獲車資折扣優惠：
E34B←→龍運E線
- E34B往機場 → E31往逸東邨，次程車資全免，於青馬收費廣場轉乘，轉乘時限為150分鐘
- E31往荃灣 → E34B往元朗，回贈首程車資，於青馬收費廣場轉乘，轉乘時限為90分鐘

上述優惠不能與「E34B互相轉乘B1」的八達通轉乘優惠同時使用。
- E34B往機場 → E32或E41往機場博覽館，次程可獲$4.3折扣優惠，於東涌至機場之間各站轉乘，轉乘時限為150分鐘
- E32往葵芳或E41往大埔 → E34B往元朗，回贈首程車資，於青馬收費廣場轉乘，轉乘時限為90分鐘

E34B←→龍運A線，於青馬收費廣場轉乘
- A31、A41或A43往機場 → E34B往機場，次程車資全免，轉乘時限為150分鐘
- E34B往元朗 → A31、A41或A43往市區，回贈首程車資，轉乘時限為90分鐘

E34B←→S64、城巴E21A、嶼巴37、38系，次程可獲$1折扣優惠
- E34B往機場 → S64往逸東邨、E21A往逸東邨、嶼巴37任何方向或38/38P往逸東邨，轉乘時限為150分鐘
- S64往機場、嶼巴37任何方向或38/38P往東涌站 → E34B往元朗，轉乘時限為90分鐘

E34B←→城巴S52，次程可獲$0.5折扣優惠
- E34B往機場 → S52往飛機維修區，轉乘時限為150分鐘
- S52往逸東邨 → E34B往元朗，轉乘時限為90分鐘

E34B←→R8，於青馬收費廣場轉乘，次程可獲$1折扣優惠
- E34B任何方向 → R8往迪士尼樂園，轉乘時限為120分鐘
- R8往青馬收費廣場 → E34B任何方向，轉乘時限為60分鐘

E34B←→B1，次程可獲$4.0折扣優惠
- E34B任何方向 → B1任何方向
- B1任何方向 → E34B任何方向

此優惠不能與「E34B互相轉乘E31」的八達通轉乘優惠同時使用。
本路線及E34A／E34P是全港唯一一組擁有三個跨公司（嶼巴、城巴及九巴）八達通轉乘計劃的香港專利巴士路線。

## 使用車輛
本線使用15輛亞歷山大丹尼士Enviro 500 12米(5輛80X、9輛84XX及1輛85XX) 、2輛富豪B9TL 12米(70X) 及3輛亞歷山大丹尼士Enviro 500 MMC 12米豪華版（55XX）雙層空調巴士。
| 車隊編號 | 車牌   |
| -------- | ------ |
| 801      | MA2723 |
| 802      | MA4140 |
| 803      | MA4413 |
| 804      | MK1546 |
| 805      | MK2043 |
| 703      | MY8612 |
| 705      | NA1127 |
| 8402     | NV1169 |
| 8431     | NZ1753 |
| 8410     | PB7996 |
| 8413     | PC8853 |
| 8414     | PC9008 |
| 8416     | PD6710 |
| 8417     | PD7770 |
| 8419     | PD7560 |
| 8420     | PF1546 |
| 8528     | RK6406 |
| 5522     | UL1408 |
| 5537     | UL9981 |
| 5541     | VN4766 |

## 行車路線
元朗（媽橫路）開經：媽橫路、青山公路（屏山段、元朗段）、朗日路、青山公路—元朗段、博愛交匯處、青朗公路、大欖隧道、汀九橋、青衣西北交匯處、青嶼幹線、北大嶼山公路、東涌東交匯處、裕東路、順東路、赤鱲角南路、駿運路、駿運路交匯處、航膳西路、駿運路交匯處、觀景路、東岸路、機場路、暢連路、暢航路、機場路、機場南交匯處及暢連路。
機場（地面運輸中心）開經：暢連路、機場南交匯處、機場路、東岸路、觀景路、駿明路、觀景路、駿運路交匯處、航膳西路、駿運路交匯處、駿運路、駿坪路、赤鱲角南路、順東路、達東路、順東路、裕東路、東涌東交匯處、北大嶼山公路、青嶼幹線、青衣西北交匯處、汀九橋、大欖隧道、青朗公路、博愛交匯處、青山公路—元朗段、擊壤路、元朗安寧路、媽廟路及媽橫路。

### 沿線車站

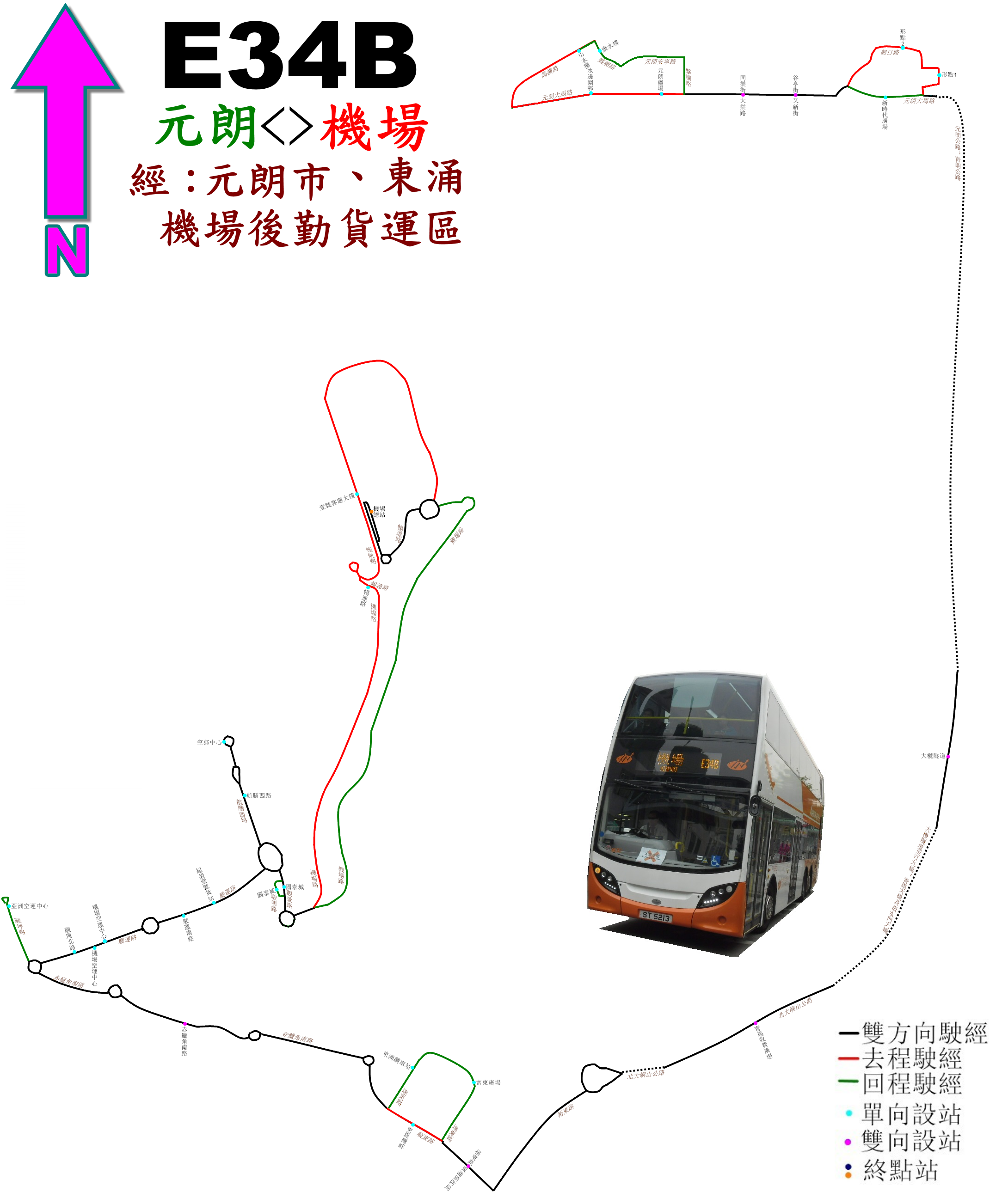
E34B線的走線圖

| 元朗（媽横路）開 | 元朗（媽横路）開             | 元朗（媽横路）開             | 機場（地面運輸中心）開 | 機場（地面運輸中心）開       | 機場（地面運輸中心）開       |
| 序號             | 車站名稱                     | 位置                         | 序號                   | 車站名稱                     | 位置                         |
| ---------------- | ---------------------------- | ---------------------------- | ---------------------- | ---------------------------- | ---------------------------- |
| 1                | 山水樓巴士總站               | 媽橫路巴士總站               | 1                      | 機場（地面運輸中心）巴士總站 | 機場（地面運輸中心）巴士總站 |
| 2                | 水邊圍邨                     | 青山公路－屏山段             | 2                      | 國泰城                       | 駿明路                       |
| 3                | 元朗廣場                     | 青山公路－元朗段             | 3                      | 航膳西路                     | 航膳西路                     |
| 4                | 同樂街                       | 青山公路－元朗段             | 4                      | 駿運南路                     | 駿運路                       |
| 5                | 谷亭街                       | 青山公路－元朗段             | 5                      | 機場空運中心                 | 駿運路                       |
| 6                | 形點 II                      | 朗日路                       | 6                      | 亞洲空運中心                 | 駿坪路                       |
| 7                | 形點 I                       | 形點交通交匯處               | 7                      | 赤鱲角南路                   | 赤鱲角南路                   |
| 8                | 大欖隧道                     | 大欖隧道轉車站               | 8                      | 東涌纜車站                   | 達東路                       |
| 9                | 青馬收費廣場                 | 北大嶼山公路                 | 9                      | 富東廣場                     | 達東路                       |
| 10               | 東涌消防局                   | 順東路                       | 10                     | 裕東苑                       | 順東路                       |
| 11               | 東堤灣畔                     | 順東路                       | 11                     | 青馬收費廣場                 | 北大嶼山公路                 |
| 12               | 赤鱲角南路                   | 赤鱲角南路                   | 12                     | 大欖隧道                     | 大欖隧道轉車站               |
| 13               | 駿運北路                     | 駿運路                       | 13                     | 形點 I                       | 青山公路—元朗段              |
| 14               | 香港空運貨站                 | 駿運路                       | 14                     | 又新街                       | 青山公路—元朗段              |
| 15               | 空郵中心                     | 航膳西路                     | 15                     | 大棠路                       | 青山公路—元朗段              |
| 16               | 國泰城                       | 觀景路                       | 16                     | 康樂路                       | 青山公路—元朗段              |
| 17               | 暢連路                       | 暢連路                       | 17                     | 康水樓                       | 媽廟路                       |
| 18               | 一號客運大樓                 | 暢航路                       | 18                     | 山水樓巴士總站               | 媽橫路巴士總站               |
| 19               | 機場（地面運輸中心）巴士總站 | 機場（地面運輸中心）巴士總站 |                        |                              |                              |

## 客量
元朗市往返北大嶼山的需求極為龐大，使此路線由早到晚也客似雲來，前身E34線幾乎全日都時常頂閘的情況延續至此路線。但自從較快捷的龍運巴士A36線提升至每天全日服務後，有部分乘客改乘之往返機場，得以疏導此路線的龐大客流。
此路線的廉價全程車費也鞏固其龐大客量，甚至招徠沒有北大嶼山對外路線的北區乘客，透過九龍巴士279X線線於大欖隧道轉車站轉乘此路線或龍運巴士E34A線往返大嶼山。
2020年6月：最繁忙一小時的載客率為78%。

## 外部連結
- 681巴士總站－龍運E34B線 （页面存档备份，存于）